# Au SG
| SG ist das Kürzel für den Kanton St. Gallen in der Schweiz. Es wird verwendet, um Verwechslungen mit anderen Einträgen des Namens Au zu vermeiden. |

Au, im einheimischen Dialekt i der Oou, ist eine politische Gemeinde und eine Ortschaft in der Region und im Wahlkreis Rheintal im Kanton St. Gallen in der Ostschweiz.

## Geographie
Au liegt im Alpenrheintal in der Region St. Galler Rheintal, am westlichen Ufer des Alpenrheins. Die Gemeinde besteht aus den Siedlungskernen Au (Wappen Berg mit Mond) mit den Dorfteilen Haslach, Hard, Monstein, sowie dem Weiler Oberfahr und Teilen der Ortschaft Heerbrugg (Wappen Fluss mit Brücke).
Der höchste Punkt ist die Meldegg mit 652 Metern über Meer, der tiefste Punkt ist der Binnenkanal an der Grenze zur Gemeinde St. Margrethen mit 401 Metern über Meer.
Der Weiler Oberfahr (abgeleitet von obere Fähre) liegt etwas abseits südöstlich des Siedlungskerns von Au. Ursprünglich war es eine Grenzstation bei der Fähre, welche über den Rhein führte. Der Ort Heerbrugg entspricht vermutlich der um 1078 vom St. Galler Abt Ulrich III. erbauten Festung Hêrburch. Heerbrugg, als Zentrum des Mittelrheintals, erstreckt sich über die Grenze der politischen Gemeinde Au nach Berneck, Balgach und Widnau.

### Flächenbilanz
Im Jahr 2009 weist Au 471 ha Gemeindefläche auf. 229 ha sind künstlich angelegte Flächen (Kulturland). Davon sind 101 ha befestigte Flächen, 52 ha Gebäude, 40 ha Rasen, 21 ha Bäume auf künstlich angelegten Flächen, 13 ha gemischte Kleinstrukturen und 2 ha Beetstrukturen. Die Gras- und Krautvegetation nimmt 189 ha Fläche ein. Die Fläche der Gebüschvegetation ist 10 ha gross, darauf wachsen 6 ha Reben. Die Baumvegetation erstreckt sich über 24 ha, wovon 8 ha geschlossene Baumbestände, 8 ha Baumgruppen, 4 ha lineare Baumbestände, 3 ha Waldstreifen und 1 ha Waldecken sind. Wasser- und Feuchtflächen erstrecken sich über 17 ha, die vegetationslose Fläche beträgt 2 ha.

## Geschichte

Historisches Luftbild von Swissair Photo AG von 1947

1316 Diken Auwe genannt, entstand Au aus den ursprünglichen Siedlungen Au Haslach, Hard und Monstein, an der Engstelle zwischen Heldsberg und dem Rhein. Ursprünglich zum Reichshof Lustenau gehörend und ab 1395 unter Hohenemser Herrschaft stehend, unterstand Au ab 1490 dem eidgenössischen Gebiet. Diese wurden 1593 als Hof Widnau-Haslach ein eigenes Niedergericht. 1775 trennten sie sich in die Höfe Au, Widnau und Schmitter. Der Grundbesitz in Lustenau, das «Schweizerried», blieb erhalten. 1766–76 erlangen die Grafen von Harrach das Niedergericht über Au, 1782–98 jene von Salis-Soglio. Bis 1853 gehörte letzteren auch das Schloss Monstein. 1803 folgte die Kantonsgründung des Kantons St. Gallen, und Au blieb bis 1805 mit der Gemeinde Berneck vereinigt.
1721 wurde in Au eine katholische Kapelle errichtet, welche später durch Kirchenbauten ersetzt wurde (1804 und 1925). Die Gründung einer katholischen Pfarrei Au erfolgte 1802 und damit eine erste Ablösung von Berneck. Der Anschluss an das Bahnnetz Rorschach-Sargans erfolgte 1858 mit den beiden Bahnhöfen Au und Heerbrugg. In Heerbrugg wuchs danach eine neue Industrieansiedlung heran, welche Au mit den Gemeinden Balgach, Berneck und Widnau teilt. Der Bahnhof von Heerbrugg befindet sich auf dem Boden von Au. Im ausgehenden 19. Jahrhundert florierte die Stickereiindustrie, mit der Folge, dass von 1900 auf 1910 der Ausländeranteil von 8,5 % auf 32,4 % emporstieg. Seit 1952 gibt es in Au eine Gemeinde der reformierten Kirche.
Alice Federer, die einer angesehenen Kaufmannsfamilie aus Au entstammte, war die Ehefrau von Paul Grüninger (1891–1972). Dieser frühere Lehrer und Schweizer Meister im Fussball kommandierte ab 1925 als Landjägerhauptmann die St. Galler Kantonspolizei. 1938/39 setzte er sich über die unmenschliche Politik der offiziellen Schweiz hinweg und rettete mehrere hundert vorwiegend jüdische Flüchtlinge vor der Verfolgung und Ermordung durch die Nationalsozialisten. 1939 wurde er deswegen vom Dienst suspendiert und verlor seine Ansprüche auf Pension. Auch musste das Ehepaar Grüninger seine Dienstwohnung räumen. Seit 2005 erinnert eine Gedenktafel daran, dass es die Jahre 1955–1972 in einer bescheidenen Mietwohnung mit drei Zimmern im Kirchweg 4 in Au verbrachte. Hauptmann Grüninger wurde erst posthum 1993 rehabilitiert, aber seither mehrfach geehrt. Er ist in Au auf dem Ortsfriedhof beigesetzt.
Am 19. September 1988 entgleisten unmittelbar nach dem Ausfahrsignal des Bahnhofs Au acht mit Kerosin beladene Kesselwagen eines Richtung St. Margrethen fahrenden Güterzugs. Dabei geriet ein Teil des Kerosins in Brand, und eine grosse Menge ergoss sich in den Binnenkanal und trieb brennend kanalabwärts. Ursache der Entgleisung war der Nabenbruch eines überhitzten Wagenrades.

## Bevölkerung
Von den 5'778 Einwohnern, die Ende 1990 in der politischen Gemeinde Au lebten, wohnten 3'370 Personen im Dorf Au und 2'408 im Auer Ortsteil von Heerbrugg.
| Bevölkerungsentwicklung | Bevölkerungsentwicklung | Bevölkerungsentwicklung | Bevölkerungsentwicklung | Bevölkerungsentwicklung | Bevölkerungsentwicklung | Bevölkerungsentwicklung | Bevölkerungsentwicklung | Bevölkerungsentwicklung |
| Jahr                    | 1837                    | 1850                    | 1900                    | 1910                    | 1950                    | 1970                    | 1990                    | 2010                    |
| ----------------------- | ----------------------- | ----------------------- | ----------------------- | ----------------------- | ----------------------- | ----------------------- | ----------------------- | ----------------------- |
| Einwohnerzahl           | 917                     | 875                     | 1314                    | 2437                    | 2636                    | 4944                    | 5778                    | 6993                    |

## Sehenswürdigkeiten

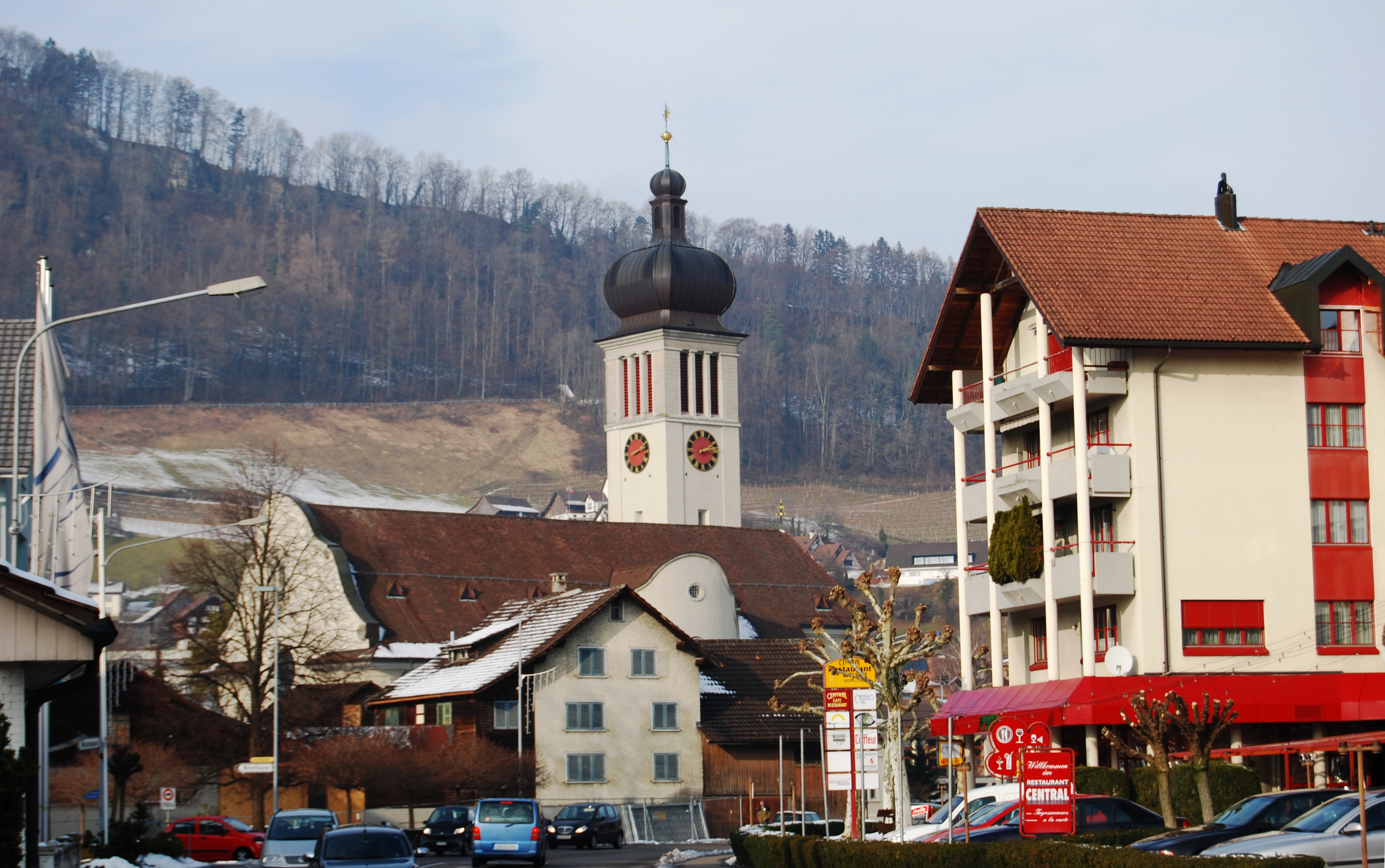
Katholische Kirche von Au
Bahnhof (1976)

## Persönlichkeiten
- Paul Grüninger (* 1891; † 1972), Lehrer, Fussballspieler und ab 1919 Polizeihauptmann in St. Gallen
- Roland Köhler (* 1955), Verleger
- Anton Rohner (* 1871; † 1951), Dominikaner und Philosoph
- Gebhard Rohner (* 1836; † 1908), Politiker
- Jörg Stiel (* 1968), Fussballtorhüter